# Luci Calpurni Bèstia (edil)
Luci Calpurni Bèstia (en llatí: Lucius Calpurnius Bestia) fou un magistrat romà que formava part de la gens Calpúrnia, era probablement net de Luci Calpurni Bèstia (cònsol romà del 111 aC), amb qui compartia el mateix nom.
Va ser un dels implicats en la conspiració de Catilina i, segons Sal·lusti, era tribú de la plebs designator l'any 63 aC (hauria d'exercir a partir del 10 de desembre del 63 aC i gairebé tot el 62 aC). Calpurni Bèstia havia de donar el senyal de revolta amb un atac a Ciceró a l'assemblea popular, però la vigilància de Ciceró ho va impedir.
L'any 59 aC va ser edil i el 57 aC va aspirar sense èxit a ser pretor, tot i que va oferir un fort suborn, però va ser descobert i portat a judici l'any 56 aC i condemnat. El va defensar el seu antic enemic Ciceró, amb el que ja s'havia reconciliat.
Després del 44 aC va ser del partit de Marc Antoni, a qui va acompanyar a Mutina el 43 aC, esperant obtenir el consolat al lloc de Marc Juni Brutus, tot i no haver estat pretor. Després ja no se'n torna a parlar, i se suposa que va morir a Mutina.